# Manaus Athletic Club
Maillots
Le Manaus Athletic Club était un club brésilien de football basé à Manaus dans l'État de l'Amazonas. 
À sa création, de nombreux joueurs anglais établis à Manaus évoluèrent au sein du club. Ces derniers retournèrent en Europe en 1916 marquant ainsi le déclin du club.

## Palmarès
- Championnat de l'Amazonas :
  - Champion : 1914, 1915